# Conflitti in Indocina
I conflitti in Indocina furono una serie di conflitti che si svilupparono nel sud-est asiatico dal 1945 al 1991.
Di questi conflitti fanno parte:
- la guerra d'Indocina, nota anche come la prima guerra in Indocina;
- la guerra del Vietnam, nota anche come la seconda guerra in Indocina;
- la terza guerra d'Indocina.